# MVアグスタ
MVアグスタ（MV Agusta, 正式名称：MV Agusta Motor S.p.A.）はイタリアのロンバルディア州ヴァレーゼ県ヴァレーゼに本拠を置くオートバイメーカーである。社名はメカニカ・ヴェルゲーラ・アグスタ (Meccanica Verghera Agusta) の略で、ヴェルゲーラとは創業地であるヴァレーゼ県サマラーテの集落名。

## 解説
創業は第二次世界大戦以前だが、戦後に国際レース活動で高い成績を残したものの、親会社の意向で約30年の活動後、解散。
その約20年後の1999年、カジバの資本参加で復活したが、ブランド名が復活しただけで、1970年代以前とは全く別の会社である。その後2004年にマレーシアの自動車メーカー、プロトンの傘下に入るが依然として業績低迷が続き、2005年12月27日にプロトンは全保有株をイタリアの投資会社GEVIに1ユーロで売却した。その後も業績不振が続き2008年7月11日ハーレーダビッドソンに売却されることで合意したが、2009年10月にハーレーダビッドソンも売却の意向を表明し、2010年に再び元々の経営者グループにカジバと共に復帰した。
元の親会社でヘリコプターメーカーについてはアグスタを参照。

## 歴史

### 草創期
- 1923年 - アグスタ伯爵家のジョヴァンニ・アグスタが「ジョヴァンニ・アグスタ航空会社」(Costruzioni Aeronautiche Giovanni Agusta) を設立、航空機の生産と整備を開始。
- 1943年 - 排気量100 ccの2サイクルエンジンを搭載したモペッドの製造を開始。

### 戦後、オートバイの生産開始
- 1945年 - 大戦終結。これにより敗戦国となったイタリアは航空機の生産を禁止され、アグスタはモペッドから発展したオートバイの生産を主力とした子会社MVアグスタを設立。
- 1948年 - 性能のアピールのためレース部門を設置、ロードレースに参加し初勝利をあげる。レース活動を行うにあたっては、単気筒モデルの設計にベネリから、また4気筒500 ccモデルの設計にはジレラやドゥカティなどライバル社から有能な人材を引き抜き、高性能化を推し進めた。またジャコモ・アゴスチーニ（MVアグスタのマシンで世界タイトルを13獲得）、ジョン・サーティース、マイク・ヘイルウッド、フィル・リード、タルクィニオ・プロヴィーニなどをライダーに迎え、数々の戦歴を挙げた。
- 1952年 - ロードレース世界選手権 (WGP) 125 ccクラスでセシル・サンドフォードがワールドチャンピオンのタイトルを獲得。
- 1956年 - WGPの125 cc・250 cc・500 cc各クラスにおいてワールドチャンピオンのタイトルを獲得。
- 1958年 - WGPの125 cc・250 cc・350 cc・500 cc各クラスにおいてワールドチャンピオンのタイトルを獲得。
- 1974年 - WGP 500 ccクラスワールドチャンピオンのタイトルを獲得。これがWGPにおける最後のタイトルとなった。

1976年のレース撤退（後述）までの間、優勝は通算3,027回、うちWGPで270回を数え、37個のタイトルを獲得した。1958年から1960年までの3年間はWGP 125 - 500 cc全クラスのメーカータイトルを獲得。500 ccクラスにおいては、1956年から1973年までの18年間のうち、ジレラの獲得した1957年以外の年でワールドチャンピオンタイトル、ジレラの獲得した1957年とホンダの獲得した1966年以外の年でメーカータイトルを獲得している。
この期間に生産された市販車は競技車なみの高性能を誇り（1970年代以降は日本製バイクの方が上という見方もある）、高価で希少なことから、後のレーサーレプリカのはしりとして世界中のファンの垂涎の的となった。特に600/750 ccの並列4気筒モデルはWGPマシンの排気量を拡大したワークスマシン直系といえるもので、ホンダ・CB750が登場するまで世界で唯一の市販横置き4気筒バイクであった。

### オートバイからの撤退
- 1971年 - オートバイに力を入れていた2代目社長ドメニコが死去。弟のコラード・アグスタが承継。
- 1976年 - コラードが社業を航空機に一本化、オートバイ部門とレース部門の解散を発表。
- 1977年 - オートバイの生産ラインを停止、完全撤退。

### ブランド復活
- 1997年 - カジバが、かつてのMVアグスタを伝説のものとした「高性能の市販車」の再現を目的としてブランドを取得、「MVアグスタ」を再興。
- 1999年 - CRC（Centro Ricerche Cagiva, カジバリサーチセンター）のマッシモ・タンブリーニをデザイナーに迎え、F4の生産・販売を開始。
- 2004年 - プロトンが7000万ユーロで買収。
- 2005年 - 伊GEVI社に1ユーロで売却。
- 2007年 - ハスクバーナをBMWに売却。
- 2008年 - 経営悪化によりハーレーダビッドソンに1億900万ドルで買収されることで合意。
- 2009年 - ハーレーダビッドソンが売却を発表。
- 2010年 - カジバ買収直後のオーナー一族による経営に復帰。
- 2014年 - スーパーバイク世界選手権 (SBK) に参戦。
- 2016年3月 - 4000万ユーロの負債を抱えて倒産処理手続きを開始。
- 2019年 - MotoGP・Moto2クラスへ参戦開始。MotoGPには42年ぶりの参戦再開となった[1]。SBKから撤退し、SSPのみ参戦。
- 2022年 - KTMと提携。

## 生産機種

### 1970年代以前
- 125S - OHV空冷単気筒。
- 250S - OHV空冷単気筒。
- 350イポテージ - OHV空冷2気筒。
- 500S - DOHC空冷3気筒。

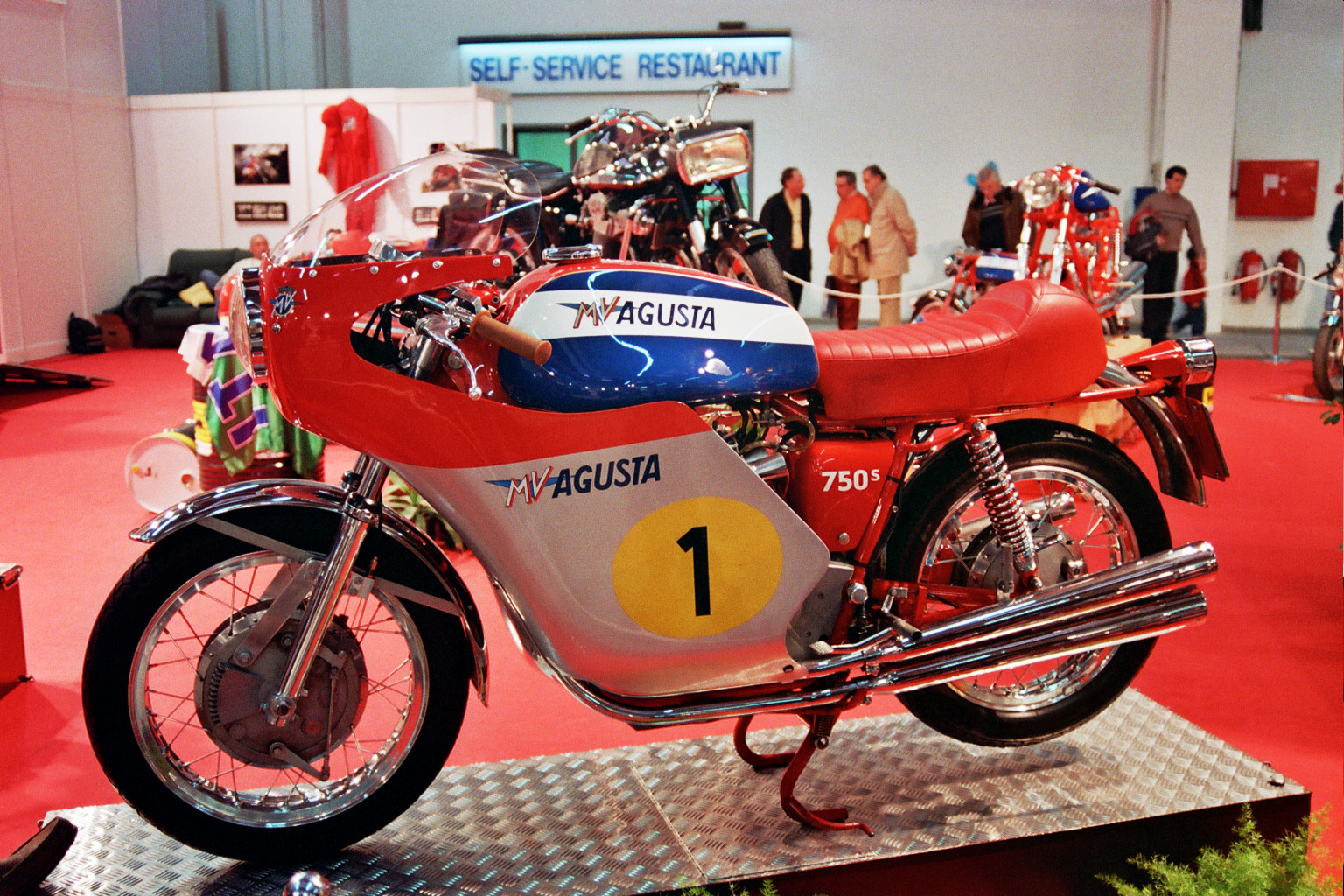
750SS

- 600 - DOHC空冷4気筒。世界最初の近代的4気筒市販モデル。
- 750S - DOHC空冷4気筒。ガソリンタンクの下部が丸く広がった独特の形状はディスコボランテ（空飛ぶ円盤の意）と呼ばれた。
- 750SS - 750Sのフルカウルバージョンで稀少車。
- 1000S
- 750Sアメリカ/1000Sアメリカ - 角型のガソリンタンクやサイドカバーでデザインされたモデル。